# Rosa de Lima
Rosa de Lima, nascuda Isabel Flores de Oliva i amb el nom religiós de Rosa de Santa Maria (Lima, 20 d'abril de 1586 - 24 d'agost de 1617), va ser una religiosa peruana del Tercer Orde de Sant Domènec. Fou canonitzada el 1671 per Climent X.

## Vida

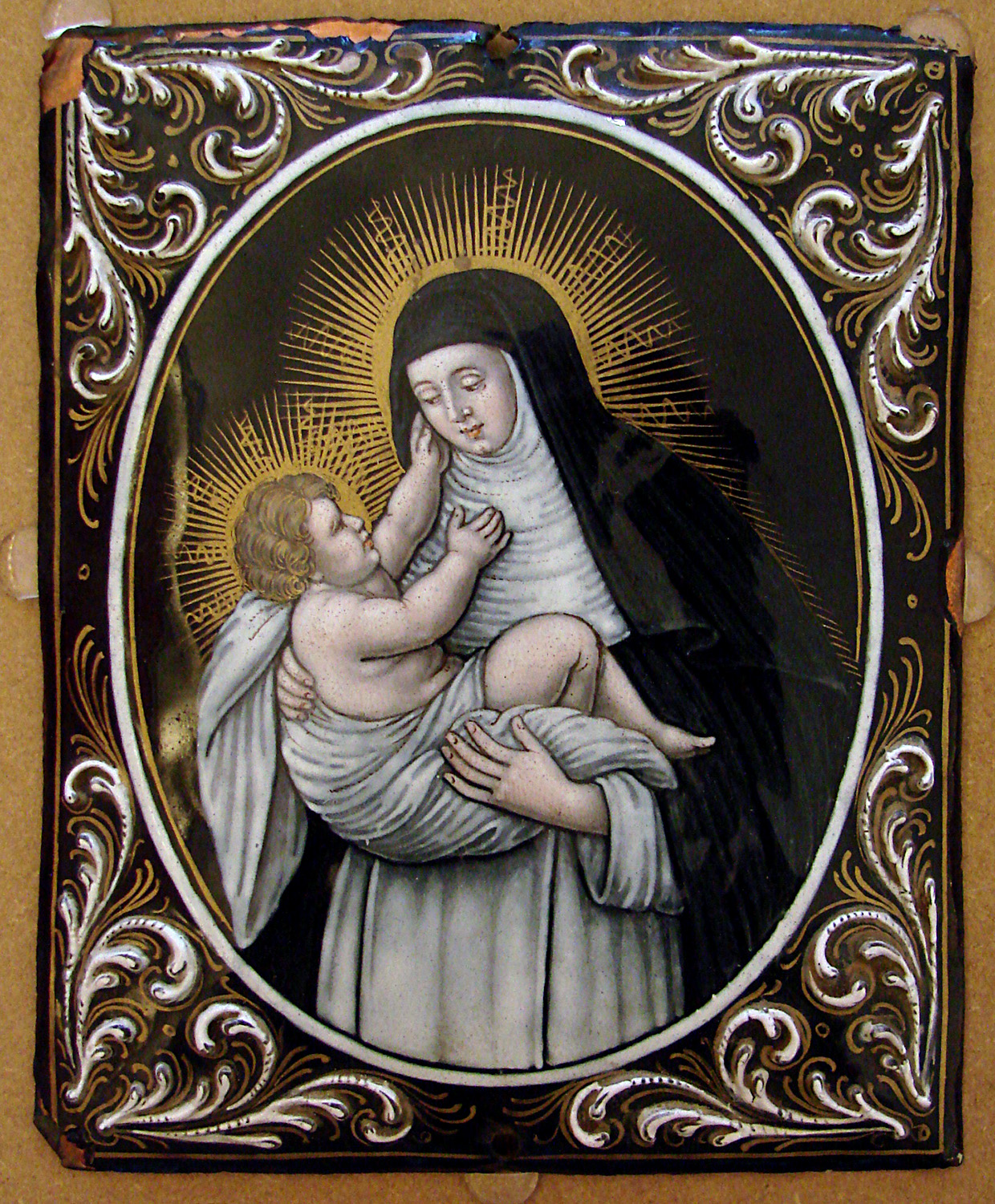
Esmalt sobre coure per Noël II Laudin (Reims, Musée de Châlons en Champagne)

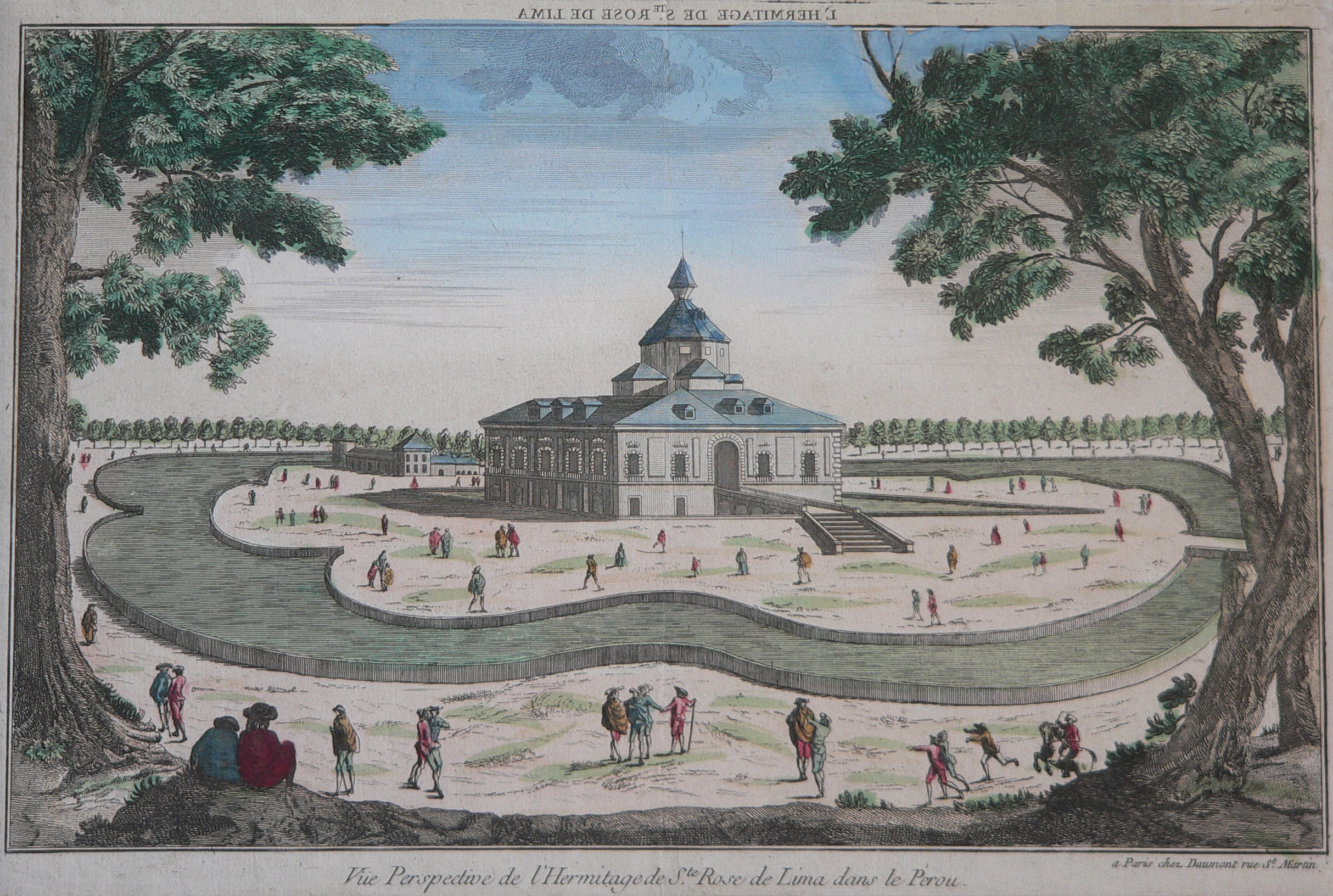
Ermita de la santa a Lima, en un gravat del s. XVIII

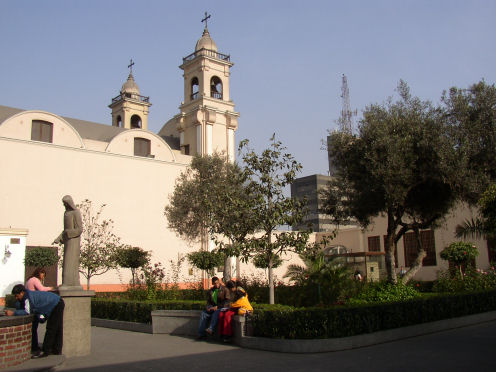
Monestir de Santa Rosa, a Lima, construït sobre la casa on va morir la santa

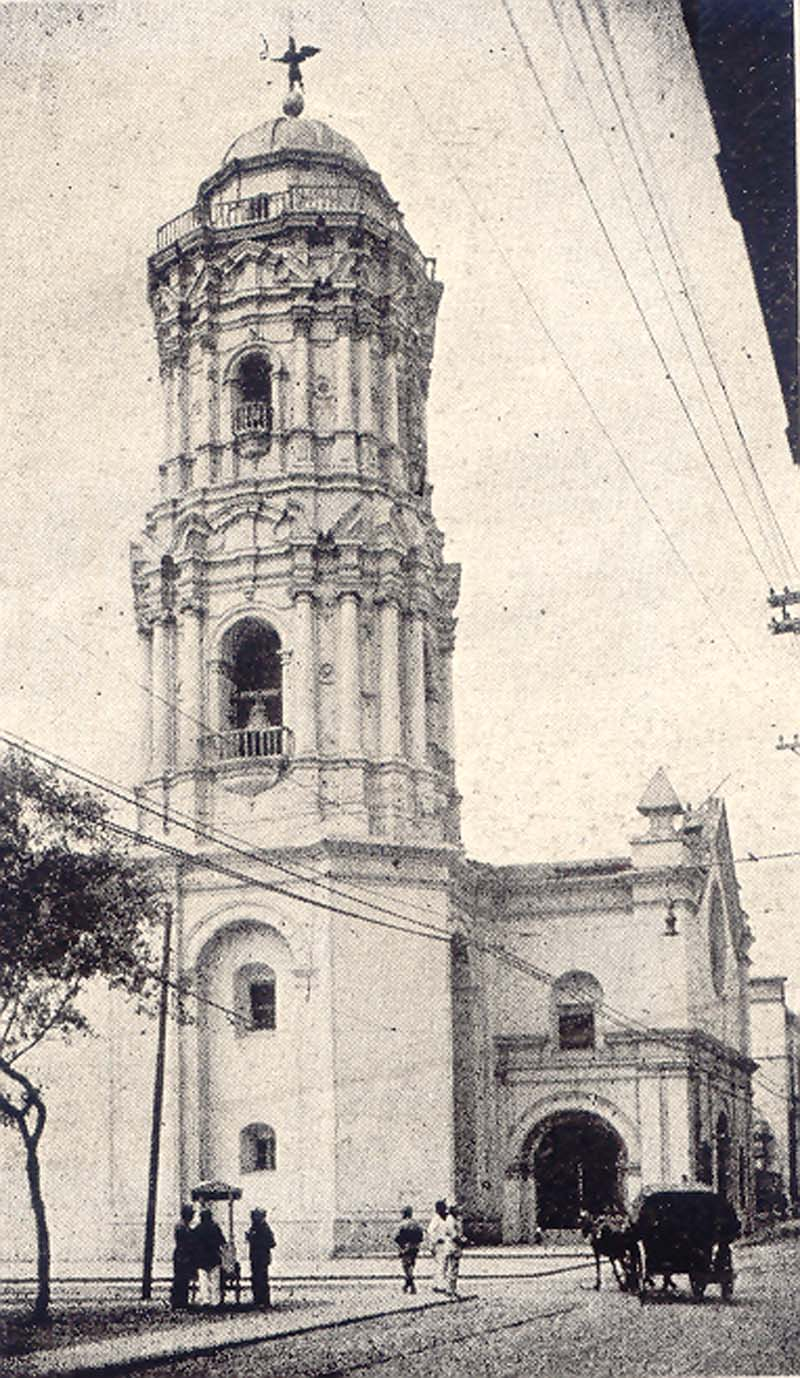
Campanar de Santo Domingo (Lima), on és la tomba de la santa

Isabel Flores de Oliva va néixer a Lima (Perú). El seu pare, Gaspar Flores, era un arcabusser espanyol i la seva mare, María de Oliva, era natural de Lima. Va ser confirmada per l'arquebisbe de Lima, que seria Sant Toribi de Mogrovejo. De petita, a casa seva, va ser anomenada "Rosa", perquè un servent deia que la seva cara semblava una rosa.
De molt jove, va portar una vida austera i pietosa. Com Santa Caterina de Siena, feia dejú tres cops la setmana. En adonar-se que els homes començaven a fixar-se en ella, es va tallar els cabells per fer-se menys atractiva. Ella mateixa, contravenint la voluntat dels seus pares, va desfigurar-se la cara. Aviat començà a tenir visions, revelacions i a sentir veus que la incitaven a consagrar la vida a Déu.
Passava molt de temps contemplant el Santíssim Sacrament, que rebia diàriament. Feu vot privat de castedat, també contrariant la voluntat paterna, que volia que es casés.
També va fer abstinència perpètua de carn i dedicava el temps a obres de caritat, ajudant els malalts i necessitats de la comunitat. Els portava a casa seva i en tenia cura. Per a obtenir recursos i ajudar la seva família, feia brodats i puntes, i conreava flors, que després venia al mercat. De nit, pregava i feia penitència en una petita cova, fins que gairebé hi vivia, només sortint-ne per a rebre la comunió.
Prengué el nom de Rosa quan es confirmà el 1597. Atreta per l'Orde de Sant Domènec, va obtenir el permís per a entrar en un convent el 1602, sense haver de pagar el dot, com era habitual. Als vint anys prengué l'hàbit com a terciària i feu vot de virginitat perpètua.
Durant onze anys continuà la seva vida de penitència fins que va morir, el 24 d'agost de 1617, tal com havia predit. Al seu funeral van assistir les autoritats públiques de Lima i l'arquebisbe va pronunciar-hi un elogi.

## Veneració
Rosa va ser beatificada per Climent IX el 15 d'abril de 1667 i canonitzada el 12 d'abril de 1671 per Climent X: va ser la primera persona de l'hemisferi occidental que va ser proclamada santa. El seu santuari, amb la seva tomba (i les dels sants Martí de Porres i Alonso Abad) és al convent de Sant Domènec de Lima.
Se'n celebra la festa litúrgica el 23 d'agost. Inicialment, el 1727 se celebrava el 30 d'agost, ja que el 24 d'agost, aniversari de la seva mort, era la festa de Sant Bartomeu apòstol. En la reforma de 1969, Pau VI la va traslladar al 23 d'agost. No obstant això, al Perú i altres llocs d'Hispanoamèrica es continua celebrant el dia 30.
Les primeres biografies de la santa foren escrites pel dominic pare Hansen, Vita Sanctae Rosae (Roma, 1664–1668) i Vicente Orsini, poc després. El Papa Benet XIII va escriure Concentus Dominicano, Bononiensis ecclesia, in album Sanctorum Ludovici Bertrandi et Rosae de Sancta Maria, ordinero praedicatorum (Venècia, 1674).
És patrona del Perú, del Nou Món i de les Filipines.

## Tradicions
Als tres mesos d'haver nascut, el bressol estava voltat de roses, i el dia de la seva confirmació, l'arquebisbe Toribio de Mogrovejo (després canonitzat), l'anomenà Rosa.
La seva casa, al centre de Lima, tenia una capella on es retirava a pregar; a la vora hi ha un pou on avui els devots llencen les seves demandes.